# Подорожня
Подоро́жня — село в Україні, в Уланівській сільській громаді Хмільницького району Вінницької області. Населення становить 319 осіб.

## Населення

### Мова
Розподіл населення за рідною мовою за даними перепису 2001 року:
| Мова       | Відсоток |
| ---------- | -------- |
| українська | 99,37%   |
| білоруська | 0,32%    |
| російська  | 0,31%    |

## Географія
Село розташоване на лівому березі річки Безіменної.

## Відомі особистості
- Ян Прусіновський (1818—1892) — польський письменник і фольклорист.
- Самолюк Марія Пахомівна (нар. 8 січня 1941) — український військовик. Відповідальний секретар Чернівецької міської організації ветеранів України. Почесний ветеран України.